# توبياس ميخائيل
توبياس ميخائيل (بالألمانية: Tobias Michael)‏ هو موزع وملحن ألماني، ولد في 13 يونيو 1592 في درسدن في ألمانيا، وتوفي في 26 يونيو 1657 في لايبزيغ في ألمانيا.

## وصلات خارجية
- توبياس ميخائيل على موقع ميوزك برينز (الإنجليزية)
- توبياس ميخائيل على موقع ديسكوغز (الإنجليزية)